# A Tudorok epizódjainak listája
Ez a lap tartalmazza a Tudorok című televíziós sorozat epizódlistáját. Az első rész 2007. április 1-jén került adásba. A negyedik évaddal bezárólag 38 epizód készült el.

## Első évad (2007)
A cselekmény 1518 és 1530 között játszódik. Henrik egy fiatal és ereje teljében lévő király, aki egy erős országot irányít, és úgy látszik, mindene megvan. Mégsem lehet egészen boldog. A királyságban elharapództak a lutheránus tanok, ráadásul a franciákkal és a spanyolokkal szemben is fennállnak diplomáciai problémák. Fiú örököse nem született élve, s ezért Henrik azon van, hogy érvénytelennek mondja ki házasságát, s újra megnősülhessen.
| Sor. | Év. | Cím                     | Rendező                          | Író           | Premier                            |
| --- | --- | ----------------------- | -------------------------------- | ------------- | ---------------------------------- |
| 1. | 1.  | In Cold Blood           | Charles McDougall és Steve Shill | Michael Hirst | 2007. április 1. 2008. január 3.   |
| Henrik nagybátyját, az urbinói nagykövetet meggyilkolják a franciák, amiért háborút kezd el fontolgatni. Saját nagyratörő tervei miatt (hogy pápa lehessen) azonban Wolsey bíboros, a király kancellárja egy örök érvényű békeszerződés megkötésére bírja rá őt. Morus Tamás, a király volt nevelője és neves humanista, szintén a béke pártján áll. Henrik kétségbe van esve, ugyanis feleségétől, Aragóniai Katalintól csak egy leánya született, akit a franciákkal való szöbetségkötés érdekében hozzá akarnak adni a francia trónörököshöz. Buckingham hercege, akinek vér szerint több joga van a trónra, mint Henriknek, a király ellen áskálódik, tervébe beavatja Thomas Boleynt és Norfolk hercegét. Henrik lefekszik Katalin egyik udvarhölgyével, aki teherbe esik tőle. |     |                         |                                  |               |                                    |
| 2. | 2.  | Simply Henry            | Charles McDougall                | Michael Hirst | 2007. április 8. 2008. január 3.   |
| Morus Tamás bátorítására Henrik találkozik Ferenc francia királlyal, s aláírja az örök béke egyezményét. Máriát eljegyzik Ferenc legidősebb fiával, Katalin elégedetlenségére. Egy szerencsétlen affér miatt viszont nem lesz túl elégedett a szerződés megkötésével. Thomas Boleyn idősebb lányát, Maryt próbálja összehozni a királlyal, hogy családja felkapaszkodjon, ám nem jár sikerrel, s ezért Annára hárul ez a feladat. Buckingham hercege lázadást szít a király ellen, amiért perbe fogják s kivégzik. Aragóniai Katalin kétségbeesve imádkozik fiú utódért, miközben Henrik már a váláson gondolkodik. Születik egy törvénytelen fia, Henry Fitzroy, ami miatt madarat lehet vele fogatni.                                                                              |     |                         |                                  |               |                                    |
| 3. | 3.  | Wolsey, Wolsey, Wolsey! | Steve Shill                      | Michael Hirst | 2007. április 15. 2008. január 17. |
| Wolsey bíborost mégsem választják meg pápának. Henrik most a franciák helyett új szövetségest, a spanyol királyt támogatná - Mária hercegnőt is inkább vele jegyeztetné el. Felkel az eretnekek ellen, és utasítást ad a lutheránus tanok betiltására. Nővérét, Margitot a portugál királyhoz adná, s kísérőként Brandont nevezi meg, akit ezért Suffolk hercegévé tesz. |     |                         |                                  |               |                                    |
| 4. | 4.  | His Majesty, The King   | Steve Shill                      | Michael Hirst | 2007. április 22. 2008. január 17. |
| A Luther Márton ellenében írt pamfletje miatt a pápa a „Hit Védelmezője” címmel tiszteli meg Henriket, akit azonban még mindig aggaszt az örökösödése, s emellett Boleyn Annának a kegyeit is szeretné elnyerni. Tudor Margit Portugáliába utazik, hogy összeházasodjék az öreg és beteg királlyal – de ez a frigy nem lesz túl hosszú életű, mert álmában megöli őt egy párnával.Miután Pace-t, a király titkárát, azzal a koholt váddal, hogy járadékot fogad el a franciáktól, Wolsey eltávolíttatja, a helyére egy ifjú reménységet, Thomas Cromwellt nevezi ki. |     |                         |                                  |               |                                    |
| 5. | 5.  | Arise, My Lord          | Brian Kirk                       | Michael Hirst | 2007. április 29. 2008. január 31. |
| Henrik visszalép a spanyol királlyal való szövetségkötéstől, s inkább máshol keres új szövetségest. Boleyn Anna visszautasítja, hogy a király szeretője legyen, s kiköti, hogy csak a férjének adja oda a szüzességét. Charles Brandon nőül veszi Margitot, ami annyira feldühíti Henriket, hogy mindkettejüket száműzi az udvarból. Fattyú fiát, Henry Fitzroyt herceggé teszi, de a kisfiú néhány héttel később meghal. |     |                         |                                  |               |                                    |
| 6. | 6.  | True Love               | Brian Kirk                       | Michael Hirst | 2007. május 6. 2008. január 31.    |
| Henrik kezd türelmetlenné válni, miután a katolikus egyház nem hajlandó kimondani a válását. Wolsey bíboros pozíciói meggyengülnek, s ezért azon van, hogy mielőbb megoldást találjon a király gondjaira. Míg a pápa a spanyol király fogságában van, azt ötli ki, hogy bíborosi konklávét szervez Angliában a kérdés eldöntésére, de nem jár sikerrel. Charles Brandon kényszerű szövetséget köt Norfolkkal és Thomas Boleynnel, hogy visszakerülhessen az udvarba. |     |                         |                                  |               |                                    |
| 7. | 7.  | Message to the Emperor  | Alison Maclean                   | Michael Hirst | 2007. május 13. 2008. február 14.  |
| Járvány tör ki Angliában: a király közelebbi bizalmasa, William Compton belehal az „izzadásos kórba” (amelyet hantavírus okozhatott). Henrik a spanyol király ellen fordul, és pozitív híreket kap, de a fertőzés eléri Londont is. Kétségbeesve hagyja el a várost, és közben a királyság sorsán tépelődik. Wolsey és Boleyn Anna is elkapják a betegséget, de mindketten felépülnek. Wolsey megpróbálja rábírni Kelemen pápát, hogy hozzon kedvező döntést a király "nagy ügyében", de ő helyette Campeggio bíborost küldi Angliába, hogy döntsön a nevében. |     |                         |                                  |               |                                    |
| 8. | 8.  | Truth and Justice       | Alison Maclean                   | Michael Hirst | 2007. május 20. 2008. február 14.  |
| Campeggio bíboros Angliába érkezik, hogy megvizsgálja Henrik válási ügyét. Wolsey megfenyegeti őt: ha nem mondják ki a válást, a király maga fogja azt elérni, és az végzetes lehet az egyház helyi hatalmára is. Wolsey biztosítja Henriket, hogy kimondják a válást, ám a pápa és Campeggio nehezen meggyőzhetőnek tűnnek. Miközben tárgyalást tűznek ki a tárgyban, Katalin ragaszkodik ahhoz, hogy szó sem lehet válásról, Wolsey körül pedig szorul a hurok. |     |                         |                                  |               |                                    |
| 9. | 9.  | Look to God First       | Ciaran Donnelly                  | Michael Hirst | 2007. június 3. 2008. február 28.  |
| Az egyházi bíróság hosszas procedúra után kimondta, hogy nincs döntési hatásköre, ezt csak a pápa teheti meg. Ez felbőszíti a királyt, s Wolsey ellenségei elérkezettnek látják az időt arra, hogy megszabaduljanak a kancellártól. Minden tisztségétől megfosztják, s helyette Morus Tamás lesz az új kancellár. Tudor Margit meghal tüdővészben. Boleyn Anna egyre több utalást tesz a királynak a lutheránus tanok helyességére. |     |                         |                                  |               |                                    |
| 10. | 10. | The Death of Wolsey     | Ciaran Donnelly                  | Michael Hirst | 2007. június 10. 2008. február 28. |
| Wolsey, aki már csak yorki érsek, és nagy szegénységben él, kétségbeesetten próbál meg írni Boleyn Annának, Thomas Cromwell udvari tanácsosnak és Aragóniai Katalinnak a saját érdekében, de mindhiába. Morus Tamás újdonsült kancellárként fellép az eretnekek ellen. Henrik azonban a lutheránus tanok hatására úgy véli: önállósítani kell az angol egyházat, hogy önmaga mondhassa ki válását. Wolseyt felségárulás vádjával börtönbe vetik, ahol kétségbeesésében öngyilkos lesz. Henrik elérkezettnek látja az időt, hogy szerelme Boleyn Annával beteljesedjen, de továbbra is elutasításban részesül. |     |                         |                                  |               |                                    |

## Második évad (2008)
Az 1532 és 1536 közötti eseményeket dolgozza fel ez az évad, melyben a király vágya, hogy fiú trónörököse szülessen, továbbra sem valósult meg, s emiatt az udvari intrikusok a saját előnyükre kívánják fordítani a helyzetet.
| Sor. | Év. | Cím                     | Rendező         | Író           | Premier                                |
| --- | --- | ----------------------- | --------------- | ------------- | -------------------------------------- |
| 11. | 1.  | Everything Is Beautiful | Jeremy Podeswa  | Michael Hirst | 2008. március 30. 2008. szeptember 2.  |
| Henrik megoldást keres, hogy önmagát tehesse az angol egyház fejévé. III. Pál pápa azonban nem hajlandó ezt tudomásul venni, s inkább arról beszél, hogy meg kéne öletni Annát. Thomas Cranmert, aki előállt a válás megoldhatóságának új teóriájával, a király káplánjává nevezi ki. Boleynék megpróbálják megmérgezni Fisher püspököt, hogy a válást kimondhassák, de sikertelenül járnak el a kísérlet során. Aragóniai Katalint száműzik az udvarból, miközben Chapuys spanyol nagykövet felbérel egy orgyilkost Anna ellen. |     |                         |                 |               |                                        |
| 12. | 2.  | Tears of Blood          | Jeremy Podeswa  | Michael Hirst | 2008. április 6. 2008. szeptember 2.   |
| A király hivatalosan is az anglikán egyház fejévé teszi magát. A vallási reformáció megkezdődik országszerte, aminek hatására a csalódott Morus Tamás lemond és visszavonul vidékre. Charles Brandon újra fellángoló utálata a Boleynekkel szemben ahhoz vezet, hogy megromlik a királlyal a kapcsolata. Hogy a világ előtt is törvényesítse kapcsolatukat, Anna és Henrik meglátogatják a francia királyt. |     |                         |                 |               |                                        |
| 13. | 3.  | Checkmate               | Colm McCarthy   | Michael Hirst | 2008. április 13. 2008. szeptember 16. |
| Boleyn Anna teherbe esik. Mivel a válás kimondása továbbra sem hivatalos, Henrik titokban feleségül veszi őt. Thomas Cranmer lesz az új canterburyi érsek, akit a király nevez ki, nem a pápa. Cranmer végre felbontja a házasságot és megfosztja címétől Katalint és a kis Mária hercegnőt is. Annát megkoronázzák, de a nép nemtetszését fejezi ki, a pápa pedig kiátkozással fenyegetőzik. Henrik végül ismét az udvarhölgyekkel kezd el flörtölni, amikor kiderül, hogy Annától született gyermeke, Erzsébet, egy lány.      |     |                         |                 |               |                                        |
| 14. | 4.  | The Act of Succession   | Colm McCarthy   | Michael Hirst | 2008. április 20. 2008. szeptember 16. |
| Egy új örökösödési törvény értelmében Máriát kizárták a rangsorból, és helyette Erzsébet került első helyre. Továbbá a királyságban mindenki köteles aláírni egy nyilatkozatot, amelyben elismerik Boleyn Annát királynénak és Henrik felsőbbrendűségét mind egyházi, mind világi ügyekben. Fisher püspök és Morus Tamás nem írják alá, minek következtében börtönbe vetik őket. Máriát a kis Erzsébet mellé veszik nevelőnőnek. Anna saját maga választja ki, ki legyen a király szeretője.                                     |     |                         |                 |               |                                        |
| 15. | 5.  | His Majesty’s Pleasure  | Ciaran Donnelly | Michael Hirst | 2008. április 27. 2008. szeptember 30. |
| Morus Tamás és Fisher püspök ragaszkodnak ahhoz, hogy Henrik nem dönthet egyházi kérdésekben egyeduralkodóként, ezért kivégzik őket. Anna fiúgyermeket szült volna, de elvetél – a király bosszússágára. |     |                         |                 |               |                                        |
| 16. | 6.  | The Definition of Love  | Ciaran Donnelly | Michael Hirst | 2008. május 4. 2008. szeptember 30.    |
| Thomas Cromwell, mint újdonsült kancellár, nekilát, hogy a protestáns hitet terjessze az országban. Anna és Henrik között a viszony egyre feszültebbé válik, féltékenység és fiúutód hiánya miatt. Ferenc király nem hajlandó elismerni Erzsébetet törvényes örökösnek. Anna egyre többször avatkozik bele Henrik ügyeibe, ami felbőszíti a királyt. |     |                         |                 |               |                                        |
| 17. | 7.  | Matters of State        | Dearbhla Walsh  | Michael Hirst | 2008. május 11. 2008. október 14.      |
| Thomas Cromwell kegyetlenül próbálja az országot áttéríteni. Anna félelmei erősödnek, melynek tárgya Katalin és Mária. Katalin időközben meghal, s Henrik őszintén gyászol. Nem sokkal később azonban találkozik egy fiatal hölggyel, Jane Seymourral. Anna ismét teherbe esik. |     |                         |                 |               |                                        |
| 18. | 8.  | Lady in Waiting         | Dearbhla Walsh  | Michael Hirst | 2008. május 18. 2008. október 14.      |
| Jane Seymour Anna egyik udvarhölgye lesz, s hamarosan a király szeretője. Károly spanyol király újból szövetséget ajánl az angoloknak, azzal a feltétellel, hogy Mária lesz a trónörökös. Henrik súlyosan megsérül egy lovagi tornán. Felépülése után viszonyt kezd Jane-nel. Anna leleplezi őket, minek hatására elvetél. Henrik viszont már újra házasságának semmisségéről beszél, azt bizonygatva, hogy Anna boszorkány. |     |                         |                 |               |                                        |
| 19. | 9.  | The Act of Treason      | Jon Amiel       | Michael Hirst | 2008. május 25. 2008. október 28.      |
| Henrik a kegyeibe fogadja a Seymour családot, a Boleynek pedig kikerülnek az udvar kedvencei státuszból. A király utasítására nyomozás indul, amelyet Thomas Cromwell vezényel le. Annát és néhány udvaroncot boszorkányság, vérfertőzés, és felségárulás vádjával börtönbe vetik és halálra ítélik. |     |                         |                 |               |                                        |
| 20. | 10. | Destiny and Fortune     | Jon Amiel       | Michael Hirst | 2008. június 1. 2008. október 28.      |
| Anna kivégzése a calais-i hóhér késlekedése miatt elhúzódik. Henrik házassági ajánlatot tesz Jane Seymournak, egyben Erzsébetet törvénytelen gyermekké nyilvánítja. Thomas Boleynt száműzik az udvarból, Cranmer érsek pedig meghallgatja Anna gyónását. Anna lefejezését követően Henrik pazar hattyúlakomával ünnepel, és alig várja, hogy újra megnősülhessen. |     |                         |                 |               |                                        |

## Harmadik évad (2009)
Az évad az 1536 és 1540 közti eseményeket dolgozza fel.
| Sor. | Év. | Cím                         | Rendező         | Író           | Premier                                |
| --- | --- | --------------------------- | --------------- | ------------- | -------------------------------------- |
| 21. | 1.  | Civil Unrest                | Ciaran Donnelly | Michael Hirst | 2009. április 5. 2009. szeptember 3.   |
| Alig néhány nappal Boleyn Anna lefejeztetése után Henrik ismét megnősül: a kedves és jóravaló udvarhölgyet, Jane Seymourt veszi el. Az újdonsült királynő a régi hit követője, ami miatt Thomas Cromwell és Lord Rich aggódnak - ez megakaszthatja a reformáció addigi menetét. Lady Missledon lesz a királynő egyik udvarhölgye, aki felkelti a félszemű zsivány diplomata, Sir Francis Bryan figyelmét. Az erőszakos reformáció és a kolostorok felégetése miatt északon lázadásba kezdenek az emberek, ami aláássa a király Cromwellbe vetett hitét. |     |                             |                 |               |                                        |
| 22. | 2.  | The Northern Uprising       | Ciaran Donnelly | Michael Hirst | 2009. április 12. 2009. szeptember 3.  |
| Henrik Charles Brandont küldi északra, hogy tárgyaljon a lázadókkal. Eközben lábának korábbi sérülése is egyre súlyosabban érinti őt. Jane Seymour megkísérli elérni a királynál, hogy béküljön ki két lányával, és fogadja vissza őket az udvarba. |     |                             |                 |               |                                        |
| 23. | 3.  | Dissension and Punishment   | Ciaran Donnelly | Michael Hirst | 2009. április 19. 2009. szeptember 17. |
| A karácsonyi ünnepekkor Jane Seymour közbenjárására végül egyesül a család: Mária és Erzsébet is az udvarba kerülnek. Szerfelett örömében kegyelmet és törvényes választásokat ígér a lázadó északiaknak. Ők azonban kételkednek a király szavahihetőségében, s ellenkeznek. Henrik utasítást ad Charles Brandonnak, hogy menjen északra, és tömeges kivégzésekkel fojtsa vérbe a nem csillapodó rebellis tömeget. Brandon csak nagyon nehéz szívvel tesz eleget ennek.                                                                                 |     |                             |                 |               |                                        |
| 24. | 4.  | The Death of a Queen        | Ciaran Donnelly | Michael Hirst | 2009. április 26. 2009. szeptember 17. |
| Nyilvánosan kivégzik a lázadás vezetőit, Brandon pedig önmagával viaskodik, amiért asszisztált egy ilyen véres cselekedethez. Jane Seymour hosszas vajúdás után fiút szül, Edwardot, de végül gyermekágyi lázban meghal. |     |                             |                 |               |                                        |
| 25. | 5.  | Problems in the Reformation | Jeremy Podeswa  | Michael Hirst | 2009. május 3. 2009. október 1.        |
| Henrik bezárkózik a palotába, hogy egyedül gyászolhasson felesége halála miatt, egyedül egy bolondot vesz be maga mellé. Közben Sir Francis Bryan azt a megbízást kapja, hogy utazzon Itáliába, és végezzen egy eretneknek bélyegzett bíborossal. Henrik nagyon nehezen tér magához, de amint visszatér a közéletbe, nekilát, hogy az anglikán egyház hat hittételét kidolgozhassák. Cromwell nagyon nem örül ennek, ez ugyanis szerinte a reformáció végét jelenti Angliában.                                                                          |     |                             |                 |               |                                        |
| 26. | 6.  | Search for a New Queen      | Jeremy Podeswa  | Michael Hirst | 2009. május 10. 2009. október 1.       |
| Hogy fenntartsa a reformáció lehetőségét, Cromwell protestáns feleségjelöltet keres a király számára. Ám Henrik végül keresztülhúzza a számításait. A király lábsérülése kezd elfajulni, és iszonyatos kínokkal jár együtt. |     |                             |                 |               |                                        |
| 27. | 7.  | Protestant Anne of Cleves   | Jeremy Podeswa  | Michael Hirst | 2009. május 17. 2009. október 15.      |
| Franciaország és Spanyolország hadat üzennek Angliának, mert eltért a keresztény hittől. Henrik ezért kénytelen egy politikailag is előnyös házasságot kötni Klevei Annával, akivel sohasem találkozott, mindössze egy festmény alapján ismeri őt. |     |                             |                 |               |                                        |
| 28. | 8.  | The Undoing of Cromwell     | Jeremy Podeswa  | Michael Hirst | 2009. május 24. 2009. október 15.      |
| Henrik nagyon gyorsan érvénytelenítteti házasságát Klevei Annával, az újdonsült ara ugyanis egyáltalán nem nyeri el a tetszését. Helyette ágyasául fogadja a 17 éves Katherine Howardot. Mária hercegnő szerelmes lesz a bajor Fülöp hercegbe, aki történetesen protestáns. Cromwell drámaian gyorsan veszíti el befolyását és a király kegyeit: végül felségárulás miatt lefejeztetik. |     |                             |                 |               |                                        |

## Negyedik évad (2010)
Az évad az 1540 és 1547 közt történteket dolgozza fel.
| Sor. | Év. | Cím                      | Rendező         | Író           | Premier                                | Nézettség |
| --- | --- | ------------------------ | --------------- | ------------- | -------------------------------------- | --------- |
| 29. | 1.  | Moment of Nostalgia      | Dearbhla Walsh  | Michael Hirst | 2010. április 11. 2010. szeptember 2.  | 880 ezer  |
| 1540 nyarán ritka forróság uralkodik Angliában. A királyt fiatal felesége, Katherine Howard egészen megfiatalítja. Azonban Joan Bulmer, a királyné régi barátnője sokat tud közös múltjukról, ami kompromittáló lehet. Thomas Culpepper, a király lovásza szerelmes lesz Katherine-be. Charles Brandont elhagyja a felesége, a Kegyes Zarándokokkal szemben elkövetett kegyetlenkedések miatt. |     |                          |                 |               |                                        |           |
| 30. | 2.  | Sister                   | Dearbhla Walsh  | Michael Hirst | 2010. április 18. 2010. szeptember 2.  |           |
| Lady Rochford, mint a királynő udvarhölgye, titokban összehozza Katherine-t és Culpeppert. A karácsonyi ünnepségre Henrik meghívja régi feleségét, Klevei Annát is az udvarba, és fellángolnak érzelmei iránta. Lord Surrey az udvarban nyíltan kifejezi gyűlöletét a Seymour-testvérek felé. |     |                          |                 |               |                                        |           |
| 31. | 3.  | Something for You        | Dearbhla Walsh  | Michael Hirst | 2010. április 25. 2010. szeptember 16. |           |
| Henrik felettébb nagy örömöt érez fiatal felesége miatt. Bűnbocsánatot gyakorol, minek következtében ellátogat a korábban lázadozó Lincolnba, ahol őt és lányát, Máriát is szívélyesen látják. Eközben azonban szerelmes éjszakát tölt együtt Klevei Annával. Katherine Howard pedig Culpepperrel tölti éjszakáit, mivel Henriken kiújulnak rettenetes lábfájdalmai. Lord Surreyt felveszik a Térdszalagrendbe. |     |                          |                 |               |                                        |           |
| 32. | 4.  | Natural Ally             | Ciarán Donnelly | Michael Hirst | 2010. május 2. 2010. szeptember 16.    | 900 ezer  |
| Henrik Yorkba, a lázadás régi központjába látogat, hogy megbocsásson a lázadóknak, s magával viszi a közkedvelt Mária hercegnőt is. Charles Brandont azonban megrohanják a régi emlékek, ahogy Lord Darcy szellemével beszélget. Francis Dereham, Katherine Howard korábbi szeretője megzsarolja a királynét, hogy elárulja minden titkát, hacsak nem veszi be az udvartartásába. Ott botrányos viselkedésével a lebukást kockáztatja. A skót király hitszegő módon nem találkozik Henrikkel, ráadásul csapatai fosztogatásba kezdenek a határon. Edward herceg betegségbe esik, de felépül, ezért Henrik hálaadó misét mondat, Katherine Howardot pedig megkoronázzák. |     |                          |                 |               |                                        |           |
| 33. | 5.  | Bottom of the Pot        | Ciarán Donnelly | Michael Hirst | 2010. május 9. 2010. szeptember 30.    |           |
| Egy névtelen levél hatására Henrik elkezd vizsgálódni felesége után, bár eleinte nem veszi komolyan a vádakat. Francis Derehamet elfogják és rettenetes kínzásoknak vetik alá. Katherine Howardot eltávolítják az udvarból és minden címétől megfosztják. Bár a király eleinte kegyelmet kínál neki, az időközben kiderülő dolgok hatására végül eljárást indít mindegyikükkel szemben. Őt, Culpeppert, Derehamet, és Lady Rochfordot kivégeztetik. Henrik a kivégzést követően 26 fiatal nő társaságában ünnepel. |     |                          |                 |               |                                        |           |
| 34. | 6.  | You Have My Permission   | Ciarán Donnelly | Michael Hirst | 2010. május 16. 2010. szeptember 30.   |           |
| Mária és Erzsébet egy törvény értelmében mindketten törvényes örökösök lesznek. Skócia és Anglia között feszültté válik a viszony. A franciák és a spanyolok közt kialakult háborúban Henrik a spanyolok oldalára áll. Ezt sokan a katolicizmus visszatéréseként értelmezik: Gardiner bíboros a kálvinisták levadászására törekszik. Henrik beleszeret Katherine Parrba, aki korban is közelebb áll hozzá. Bár a nő Thomas Seymourhoz menne hozzá, a király elküldi őt nagykövetnek, csak hogy ne álljon közéjük. |     |                          |                 |               |                                        |           |
| 35. | 7.  | Sixth and the Final Wife | Jeremy Podeswa  | Michael Hirst | 2010. május 23. 2010. október 14.      | 950 ezer  |
| Henrik elveszi Katherine Parrt, az esküvőn pedig mindkét lánya jelen van. Új háború tervei rajzolódnak ki a franciák ellen, hadvezérnek pedig Charles Brandont nevezi ki. Az eretnekek iránti kutatásban Gardiner bíboros a királynét is leellenőrzi. Henriket ismét elviselhetetlen fájdalmak gyötrik lába miatt, de ennek ellenére Franciaországba megy, seregei élén, távollétében pedig a királynőt nevezi ki régensnek. |     |                          |                 |               |                                        |           |
| 36. | 8.  | As It Should Be          | Jeremy Podeswa  | Michael Hirst | 2010. június 6. 2010. október 14.      | 990 ezer  |
| A franciák elleni háború nem megy túl fényesen: rengeteg költséggel és áldozattal jár. Végül egy zseniális húzással beveszik Boulogne várát. Henrikkel madarat lehetne fogatni örömében, és ismét nagy terveket szövöget, bár a kora miatt ez nehezebben megy neki. Charles Brandon új feleséget hoz magával Franciaországból. |     |                          |                 |               |                                        |           |
| 37. | 9.  | Secrets of the Heart     | Ciarán Donnelly | Michael Hirst | 2010. június 13. 2010. október 28.     | 720 ezer  |
| Henrik a háborúban elszenvedett fáradalmakat sokszorosan kapja vissza: fájdalmak gyötrik a lábában, az olvasáshoz szemüvegre lesz szüksége, egyszóval látványosan megöregszik. Surrey grófja veszedelmes manőverbe kezd a háborúzás során, mely veszélybe sodorja az addig elért eredményeket. Mindemellett a spanyolok is kétszínűen viselkednek. Gardiner bíboros és követői nem bíznak a királynéban - tevékenységük során protestánsokat kínoznak meg. Surrey grófja összeesküvést sző Edward Seymour ellen, és el akarja rabolni a kis Edward herceget, de kudarcot vall, és ezért felségárulásért halálra ítélik. |     |                          |                 |               |                                        |           |
| 38. | 10. | Death of a Monarchy      | Ciarán Donnelly | Michael Hirst | 2010. június 20. 2010. október 28.     | 680 ezer  |
| Henriknek fel kell adnia Boulogne várát, s békekötésre kényszerül. Ferenc király halálhírére düh vagy öröm helyett szomorúsággal reagál. Közben ő maga is elkezd leépülni, s ezért Angliában megindulnak a szervezkedések, hogy ki kinek a pártját fogja a trónöröklés kérdésében. Gardiner bíborosék fellépnek a királyné ellen, amit Henrik nem tolerál és eltávolítja őt az udvarból. Charles Brandon és Henrik egyszer még találkoznak, majd Brandon meghal. Henrik ezután egyre kétségbeesettebbé válik. Rendel egy festményt Hans Holbeintől, de nem tetszik neki, mert túl öregnek és betegnek látszik rajta. Miután utasítja a festőt, hogy fesse át a művét, egykori feleségei szellemei is megjelennek előtte, emlékeztetve az életének fontos lépcsőfokaira. Elküldi lányait a palotából, mert érzi végét, s egyedül kíván meghalni. Az átfestett kép feletti elégedettségével ér véget a sorozat, s egy rövid összegzést láthatunk utódainak sorsáról. |     |                          |                 |               |                                        |           |